# اینا مدودسکایا
اینا نیکولایفنا مدودسکایا (به انگلیسی: Inna Nikolaevna Medvedskaya) (متولد ۱۹۴۳ در هابارووسک، روسیه) تاریخ‌دان روسی است. او بین سال‌های ۱۹۶۲ تا ۱۹۶۷ در دانشکده تاریخ‌پژوهی و دانشکده باستان‌شناسی دانشگاه ایالتی لنینگراد مشغول به تحصیل بود. تز دکترای او درباره «ایران در پایان هزاره دوم پیش از میلاد،بر اساس گزارش‌های باستان‌شناسی و تاریخ آغازین قبایل ایرانی» بود که در سال ۱۹۷۸ در دانشگاه ایالتی از آن دفاع کرد. او با انتشار «ایران باستان قبل از امپراتوری‌ها (قرن ۹ تا ۶ پ.م)، تاریخ پادشاهی ماد» و دفاع از آن در ۲۰۰۷ به درجه شایستگی رسید. او به زبان های روسی، آلمانی، فرانسوی و انگلیسی مسلط است. زمینه کاری او باستان‌شناسی خاورنزدیک، تاریخ آشوری‌ها، اورارتویی ها، پادشاهی ماد، جغرافیاشناسی تاریخی ایران باستان و سرزمین‌های همسایگانش، مشکلات گاهشماری (تاریخ) تاریک و حمله سکاها به خاورنزدیک باستان است. برخی از مقالاتش در ایران: مجله انجمن ایرانشناسی بریتانیا منتشر شده است.

## مشاغل آکادمیک
- محقق در موسسه شرق‌شناسی دانشگاه لنینگراد و سنت پترزبورگ بین سال های ۱۹۷۲ تا ۱۹۸۸.
- از ۱۹۸۸ تا به الان، رئیس بخش مطالعات باستان شرقی در همان موسسه.

## آثار
- Medvedskaya I.N. Ancient Iran on the Eve of Empires (9—6 В. C.). The History of the Median Kingdom. St Petersburg, Peterburgskoe Vostokovedenie Publishers 2010. 264 p.
- Medvedskaya I.N. Once More On the Destruction of Hasanlu IV: Problems of Dating // Iranica Antiqua, vol. XXVI, 1991. C. 72-80.
- Inna Medvedskaya, ḪARḪAR, Encyclopædia Iranica
- Inna Medvedskaya, ḪUDIMIRI, Encyclopædia Iranica
- Dandamayev, M. and I. Medvedskaya. “MEDIA”. In Encyclopædia Iranica.